# Astragalus hermannii
Astragalus hermannii es una especie de planta del género Astragalus, de la familia de las leguminosas, orden Fabales.

## Distribución
Astragalus hermannii se distribuye por Irán.

## Taxonomía
Fue descrita científicamente por H. Freitag & D. Podl. Fue publicada en Mitt. Bot. Staatssamml. München 16(Beih.): 7 (1980).